# 世手子
世手子（よてこ、1月18日 - ）は大分県出身の歌手、シンガーソングライター、女優。ガールズバンドrojideのキーボードボーカル。 血液型はA型。既婚。第一子妊娠中。
女子美術大学卒業。

## 主な出演作品

### 音楽番組
- うた♪コン （2010年、TOKYO MX系）

### CM
- ミス銀河鉄道999 あなたが選ぶメーテル （2008年、アニマックス系）[4]

### 雑誌
- Player (雑誌)（株式会社プレイヤー・コーポレーション）[5]
- CDジャーナル[6]

## ディスコグラフィ

### シングル
- かくれなき〜butterfly effect〜（2013年4月24日、LOVESNYPER)[7]
- 保存me 〜Self-preservation is the first law of nature〜（2012年4月11日、LOVESNYPER)[8]
- 華音〜To be beautiful and accomplished〜（2011年1月26日、LOVESNYPER)[9]

### アルバム
- 光のQuintet（2014年7月9日、LOVESNYPER)[10]
- 香想音女〜Beauty is in the eye of the beholder〜（2013年4月24日、LOVESNYPER)[11]
- rojide（2012年2月12日、LOVESNYPER)[12]

### DVD
- 1st DVD 光のQuintet

## 参考・脚注
1. ↑  演劇集団ホシノハコ公式サイト「スタッフ募集」内より参照。
2. ↑  rojide公式HPより参照。
3. ↑  女子美術大学公式サイト「イベント展示情報」内より参照。
4. ↑  ANIMAX「プレスリリース」より参照。
5. ↑  Player MOVE ONより参照。
6. ↑  rojide-CDJournal「rojide」内より参照。
7. ↑  Ratspack Recordsより参照。
8. ↑  Ratspack Recordsより参照。
9. ↑  Ratspack Recordsより参照。
10. ↑  Ratspack Recordsより参照。
11. ↑  Ratspack Recordsより参照。
12. ↑  Ratspack Recordsより参照。